# World Team Cup 2005
De ARAG World Team Cup 2005  werd gehouden van 15 tot en met 21 mei 2005 in het Duitse Düsseldorf. Het was de achtentwintigste editie van het tennistoernooi tussen landen. Dit toernooi bestaat uit twee singlepartijen en één dubbelpartij.
Het Duitse team won voor de vierde keer de World Team Cup.

## Groepsfase

### Rode Groep

#### Eindstand
| Pos. | Land       | W | V | Wedstr. | Sets |
| ---- | ---------- | - | - | ------- | ---- |
| 1.   | Argentinië | 3 | 0 | 7-2     | 15-5 |
| 2.   | Chili      | 2 | 1 | 4-5     | 9-10 |
| 3.   | Frankrijk  | 1 | 2 | 4-5     | 8-10 |
| 4.   | Tsjechië   | 0 | 3 | 3-6     | 6-13 |

#### Wedstrijden
| Chili                              | - | Tsjechië                      | 2 - 1            |
| ---------------------------------- | - | ----------------------------- | ---------------- |
| Fernando González                  | - | Jiří Novák                    | 6-3, 6-1         |
| Nicolás Massú                      | - | Tomáš Berdych                 | 7-6(5), 6-3      |
| Adrián García Hermes Gamonal       | - | Tomáš Berdych Jiří Novák      | 4-6, 4-6         |
| Argentinië                         | - | Frankrijk                     | 2 - 1            |
| Gastón Gaudio                      | - | Arnaud Clément                | 6-4, 6-4         |
| Guillermo Coria                    | - | Michaël Llodra                | 6-1, 6-4         |
| Guillermo Cañas Juan Ignacio Chela | - | Arnaud Clément Michaël Llodra | 1-6, 4-6         |
| Chili                              | - | Frankrijk                     | 2 - 1            |
| Nicolás Massú                      | - | Arnaud Clément                | 6-4, 6-4         |
| Fernando González                  | - | Sébastien Grosjean            | 6-4, 6-4         |
| Adrián García Hermes Gamonal       | - | Arnaud Clément Michaël Llodra | 3-6, 1-6         |
| Argentinië                         | - | Tsjechië                      | 2 - 1            |
| Guillermo Coria                    | - | Jiří Novák                    | 6-3, 7-5         |
| Guillermo Cañas                    | - | Tomáš Berdych                 | 6-4, 6-2         |
| Juan Ignacio Chela Gastón Gaudio   | - | Tomáš Berdych Jiří Novák      | 1-6, 7-6(4), 2-6 |
| Argentinië                         | - | Chili                         | 3 - 0            |
| Gastón Gaudio                      | - | Fernando González             | 6-4, 6-2         |
| Guillermo Cañas                    | - | Nicolás Massú                 | 6-2, 1-6, 6-3    |
| Juan Ignacio Chela Guillermo Coria | - | Adrián García Hermes Gamonal  | 6-4, 6-3         |
| Tsjechië                           | - | Frankrijk                     | 1 - 2            |
| Jiří Novák                         | - | Sébastien Grosjean            | 6-7(5), 3-6      |
| Tomáš Berdych                      | - | Michaël Llodra                | 6-2, 6-1         |
| Tomáš Berdych Jiří Novák           | - | Arnaud Clément Michaël Llodra | 1-6, 1-6         |

### Blauwe Groep

#### Eindstand
| Pos. | Land             | W | V | Wedstr. | Sets  |
| ---- | ---------------- | - | - | ------- | ----- |
| 1.   | Duitsland        | 3 | 0 | 6-3     | 13-8  |
| 2.   | Spanje           | 2 | 1 | 5-4     | 11-10 |
| 3.   | Zweden           | 1 | 2 | 4-5     | 10-10 |
| 4.   | Verenigde Staten | 0 | 3 | 3-6     | 7–13  |

#### Wedstrijden
| Duitsland                         | - | Verenigde Staten                | 2 - 1               |
| --------------------------------- | - | ------------------------------- | ------------------- |
| Tommy Haas                        | - | Vince Spadea                    | 6-4, 6-2            |
| Nicolas Kiefer                    | - | Jeff Morrison                   | 6-2, 6-2            |
| Tommy Haas Alexander Waske        | - | Bob Bryan Mike Bryan            | 7-6(4), 6-7(5), 5-7 |
| Spanje                            | - | Zweden                          | 2 - 1               |
| Tommy Robredo                     | - | Thomas Johansson                | 6-7(4), 1-6         |
| David Ferrer                      | - | Jonas Björkman                  | 6-4, 6-1            |
| Tommy Robredo Santiago Ventura    | - | Jonas Björkman Thomas Johansson | 6-7(8), 6-3, 6-3    |
| Duitsland                         | - | Zweden                          | 2 - 1               |
| Tommy Haas                        | - | Joachim Johansson               | 6-0, 3-6, 6-3       |
| Nicolas Kiefer                    | - | Thomas Johansson                | 4-6, 2-6            |
| Tommy Haas Alexander Waske        | - | Jonas Björkman Thomas Johansson | 6-4, 6-4            |
| Zweden                            | - | Verenigde Staten                | 2 - 1               |
| Tommy Robredo                     | - | Vince Spadea                    | 6-3, 2-6, 6-3       |
| David Ferrer                      | - | Jeff Morrison                   | 6-4, 7-6(7)         |
| Álex López Morón Santiago Ventura | - | Bob Bryan Mike Bryan            | -6, 3-6             |
| Duitsland                         | - | Spanje                          | 2 - 1               |
| Tommy Haas                        | - | Tommy Robredo                   | 6-7(4), 4-6         |
| Florian Mayer                     | - | David Ferrer                    | 3-6, 7-6(4), 6-3    |
| Tommy Haas Alexander Waske        | - | Tommy Robredo Santiago Ventura  | 7-6(3), 6-3         |
| Zweden                            | - | Verenigde Staten                | 2 - 1               |
| Joachim Johansson                 | - | Vince Spadea                    | 3-6, 4-6            |
| Thomas Johansson                  | - | Jeff Morrison                   | 6-1, 6-4            |
| Jonas Björkman Thomas Johansson   | - | Bob Bryan Mike Bryan            | 6-4, 6-2            |

## Finale
| Argentinië                    | - | Duitsland                  | 1 - 2    |
| ----------------------------- | - | -------------------------- | -------- |
| Guillermo Coria               | - | Florian Mayer              | 6-1, 6-1 |
| Gastón Gaudio                 | - | Tommy Haas                 | 4-6, 3-6 |
| Guillermo Cañas Ivan Ljubičić | - | Tommy Haas Alexander Waske | 1-6, 2-6 |